# آدم كاسيا
آدم كاسيا (بالإنجليزية: Adam Kasia)‏ نفس الرجل الأول في الميثولوجيا الإيرانية، ومعنى الاسم «آدم المختبئ». ولكنها نفس أي بشري عند المندائيين (شعوب جنوب العراق والجنوب الغربي لإيران). وهناك شبه كبير بينه وبين «آدم قدمون» (آدم القديم في الميثولوجيا اليهودية).